# Куранти

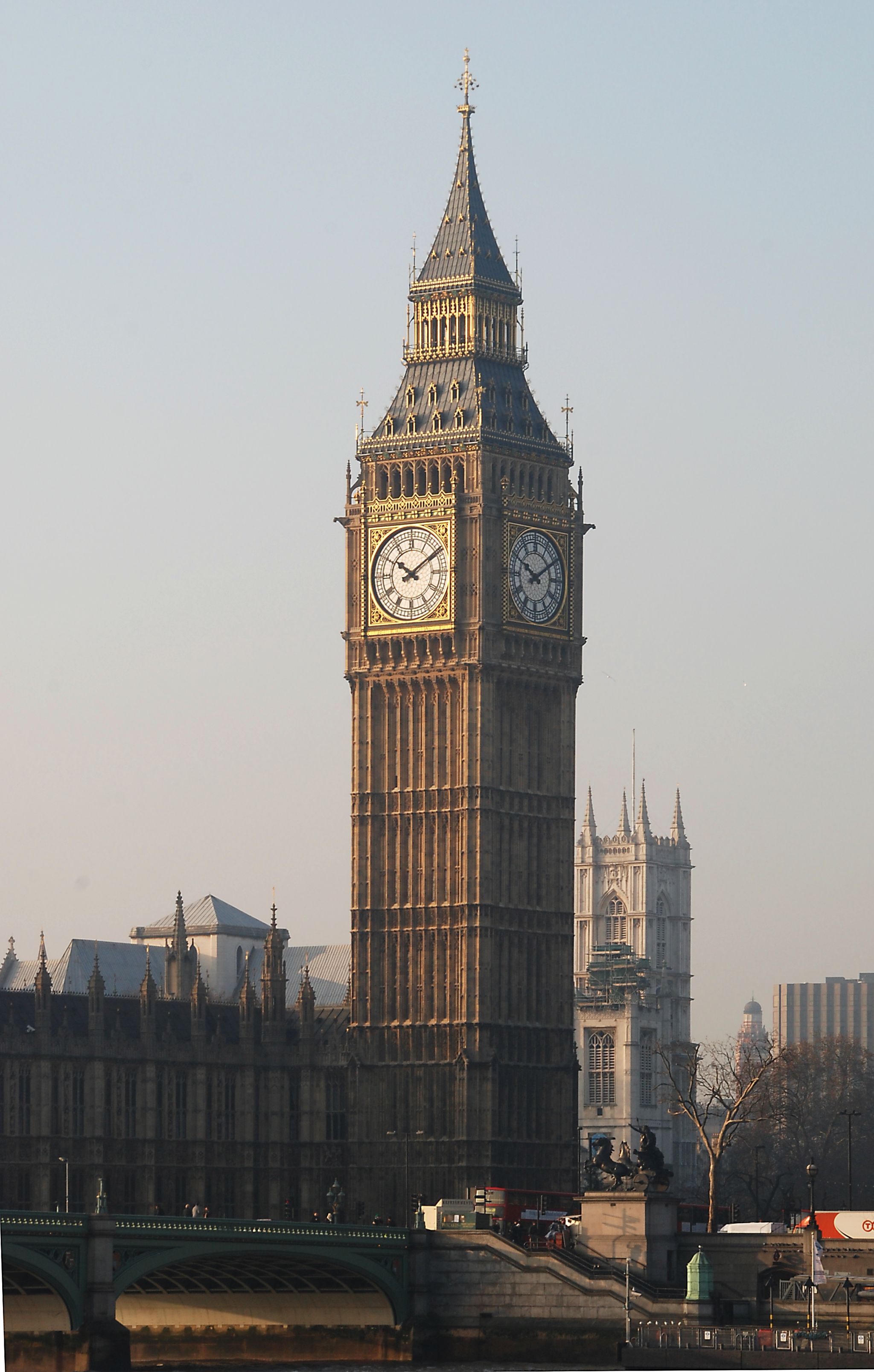
Вежа Єлизавети Вестмінстерського палацу в Лондоні, яку зазвичай називають Біг-Бен, є одним з найвідоміших курантів

Куранти — годинник, який звуковим сигналом позначає години. Звуковий сигнал видається дзвінком, гонгом або іншим звуковим пристроєм. У 12-годинному режимі, який найчастіше використовується, куранти б'ють один раз о 1:00 ночі, двічі о 2:00 ночі, продовжуючи таким чином до дванадцяти разів о 12:00 опівдні, потім починає знову, б'ючи один раз о 13:00, два рази о 14:00 і до дванадцяти разів о 00:00.

## Історія
Найдавніші годинники відбивали години, але не мали циферблатів.  Найперші відомі механічні годинники були великими годинниками з ударами, встановленими на вежах монастирів або на громадських площах, щоб їхні дзвони було чути далеко. Хоча ранні годинники в Сирії були 12-годинними, багато ранніх годинників відбивали до 24 ударів, особливо в Італії, де 24-годинний годинник широко використовувався в 14-15 століттях. 12-годинний годинник набув поширення у Великій Британії та Північній Європі, згодом розширився і з часом став стандартом. Багато годинників сигналізували кожну чверть години. Найвідомішим таким годинником є Вестмінстерські квартали.
Сьогодні функція передачі часу за допомогою удару годинника майже не потрібна, і годинники зберігаються, переважно, з історичних, традиційних та естетичних причин. Історичні годинникові вежі в містах, університетах і релігійних установах по всьому світу досі відбивають годину. Відомими прикладами є Біг-Бен у Лондоні, Вежа Миру в Оттаві тощо. Також дуже поширені домашні куранти, такі як камінні годинники, годинники з зозулею, годинники-шафи та настінні годинники.
Найпростіший вид куранта просто дає дзвінок щогодини; це називається прохідним ударом годинника. Його було просто виконувати механічно; все, що потрібно зробити, це прикріпити кулачок до валу, який обертається раз на годину; кулачок піднімається, а потім дозволяє впасти молотку, який вдаряє по дзвону. Перші вежові годинники встановлювались на вежах соборів, абатств і монастирів для заклику громади до молитви. Вони виникли в середньовічній Європі ще до винаходу механічного годинника в 13 столітті, вони були водяними годинниками,; вони дзвонили один раз на кожну канонічну годину.
До появи європейських годинників китайці розробили технологію астрономічного годинника, що керувався водою. Годинник створений наприкінці першого століття нашої ери вченим Чжан Хеном (78 — 139). Китайський буддистський монах і винахідник І Сін створив обертову кулю, яка оберталася за допомогою механізму водяного годинника, що приводився в рух водяним колесом. На поверхні горизонту були два дерев'яних зубчастих гнізда з барабаном і дзвоном, у дзвін автоматично били щогодини, а в барабан — кожні чверть години.  Зафіксовано, що студенти- конфуціанці в 730 році повинні були написати есе про цей пристрій, щоб скласти імператорські іспити.  Використання годинникових гнізд для відображення годин використовувалося в пізніших годинникових вежах Китаю династії Сун, таких як ті, які спроєктували Чжан Сісюнь і Су Сун у 10-му та 11-му століттях відповідно. 
За межами Китаю яскравим курантом була годинникова вежа біля мечеті Омейядів у Дамаску (Сирія), яка відбивала щогодини. Про нього розповідається в книзі «Про виготовлення годинників та їх використання» (1203) Рівана ібн ас-Саʿаті. У 1319 році флорентійський письменник Данте Аліг'єрі згадував про механізми курантів  Однією зі старих годинникових веж, що все ще стоїть, є Годинникова вежа Святого Марка на площі Святого Марка у Венеції. Годинник Святого Марка був зібраний у 1493 році відомим годинникарем Джан-Карло Реньєрі з Реджіо-Емілії, де його батько Джан-Паоло Реньєрі вже сконструював інший відомий пристрій у 1481 р. У 1497 році Сімоне Кампанато виліпив великий дзвін, який було встановлено на вершині вежі, де по ньому почергово б'ють Due Mori (Два маври) — дві бронзові статуї, що тримають молот.

## Підрахунок годин
Під час великої хвилі будівництва вежових годинників в Європі в 14 столітті, приблизно в час винаходу самого механічного годинника, були побудовані годинники з ударом, які по кілька разів били в дзвін, щоб відраховувати години. Годинник Beata Vergine (вежа Сан-Готтардо) у Мілані, побудований приблизно в 1330 році, і був одним із найперших курантів, які відраховував години.
Астрономічний годинник, розроблений Річардом Воллінгфордським у 1327 році та побудований близько 1354 року, відбивав 24 години.
У деяких рідкісних годинниках використовується форма удару, відома як «римський удар», винайдений Джозефом Кніббом, у якому великий дзвін або низький тон звучить як «п'ять», а малий дзвін або високий тон — «один».  Наприклад, четверта година буде звучати як високий тон, за яким слідуватиме низький тон, тоді як година одинадцята буде звучати як два низькі тони, за якими слідуватиме високий тон. Мета — зберегти потужність ударного поїзда. Наприклад, «VII» міститиме три удари замість семи, а «XII» — чотири удари замість дванадцяти. Один невеликий настільний годинник цього типу був проданий на Sotheby's 6 листопада 2012 року за 1 273 250 фунтів стерлінгів.

## Види курантів
- Годинник із курантами — годинник, що б'є і дзвонить чверть години, часто відтворюючи фрагменти мелодії, як-от Вестмінстерські квартали .
- Репетир — годинник, який може повторювати удари натисканням важеля, щоб визначити час у темряві.
- Музичний годинник — відтворює мелодії на музичній скриньці.
- Годинник-автомат — з механічно анімованими фігурками, які періодично виконують різноманітні покази, як правило, як частина годинника, що відбиває години.
  - Годинник із зозулею — особливий тип автоматичного годинника, який виник у Німеччині, який відображає анімованого птаха та відтворює імітацію пташиного голосу на додаток до ударів у дзвін чи гонг.
- Корабельний дзвоновий годинник — б'є в корабельні дзвони замість годин.

Деякі кварцові годинники також містять динаміки та звукові мікросхеми, які електронно імітують звуки дзвінків або ударів годинника. Інші кварцові годинники використовують електричну енергію для ударів у дзвоники чи гонги.